# Carnin

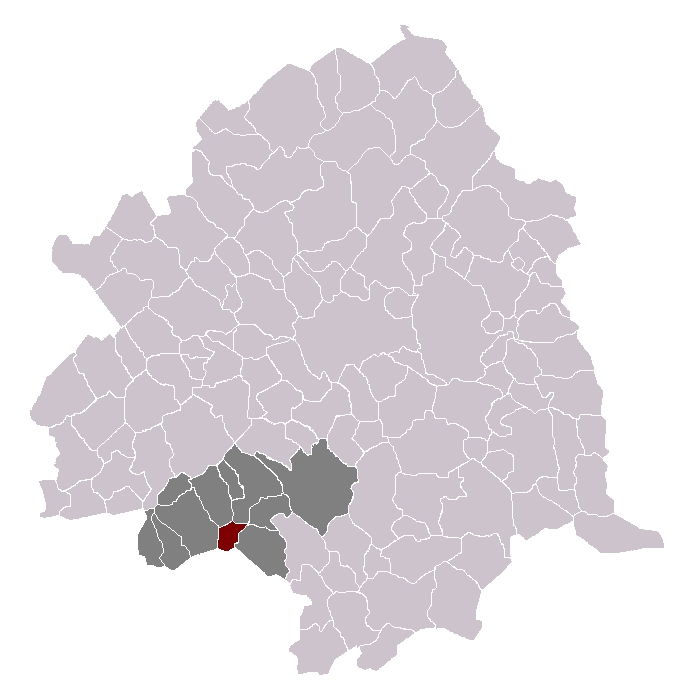
Localització de Carnin

Carnin és un municipi francès, situat a la regió dels Alts de França, al departament del Nord. L'any 2006 tenia 1.033 habitants. Limita amb nord-est amb Gondecourt i Chemy, a l'est amb Camphin-en-Carembault, al sud amb Carvin i a l'oest amb Annœullin.

## Demografia
| 1962                                       | 1968 | 1975 | 1982 | 1990 | 1999 | 2006  |
| ------------------------------------------ | ---- | ---- | ---- | ---- | ---- | ----- |
| 595                                        | 598  | 639  | 833  | 955  | 970  | 1.033 |
| Des de 1962: població sense dobles comptes |      |      |      |      |      |       |

## Administració
| Període | Identitat      | Partit |
| ------- | -------------- | ------ |
| 2010-   | Eliane Delbecq |        |